# Sylvanus Morley
Sylvanus Griswold Morley (Chester, 7 giugno 1883 – Santa Fe, 2 settembre 1948) è stato un archeologo statunitense, epigrafista e studioso della civiltà Maya e diede importanti contributi allo studio della civiltà precolombiana maya durante i primi decenni del XX secolo.
Morley è noto soprattutto per i suoi immensi scavi del sito archeologico maya di Chichén Itzá. Fu autore di numerose pubblicazioni sulla scrittura geroglifica maya e molte opere divulgative sulla civiltà maya per il grande pubblico.
Per i suoi contemporanei egli era annoverato fra i più importanti archeologi mesoamericani dell'epoca. Nonostante più recenti ricerche abbiano raggiunto ormai risultati che vanno ben oltre i suoi studi, alcune sue opere, in particolare quelle relative alle scritture calendariche, sono tuttora ampiamente citate.
Sotto la sua direzione furono allestiti numerosi scavi, tutti sponsorizzati dalla Carnegie Institution of Washington nell'ambito di un'opera di sponsorizzazione per la ricerca sulla cultura maya.
Le sue attività di intelligence per gli Stati Uniti vennero alla luce molto dopo la sua morte, in particolare durante i suoi soggiorni nei campi di lavoro in Messico e nell'America centrale egli fu un ottimo informatore sulle attività nelle basi per i sottomarini tedeschi durante la prima guerra mondiale, informazioni che poi venivano utilizzate dall'Office of Naval Intelligence statunitense.

## La giovinezza
Nato a Chester in Pennsylvania dopo gli studi iniziali in ingegneria civile proseguì gli studi alla Harvard University. I suoi interessi per la civiltà maya ebbero un notevole incentivo al comparire nel 1904 di una ricca collezione di reperti acquistata dall'università di Harvard e scoperte dallo studioso Edward Herbert Thompson in un cenote nei pressi di Chichen Itza quando il sito archeologico era pressoché sconosciuto.
Secondo un suo collega, A. V. Kidder, la passione per la cultura maya di Morley fu di gran lunga precedente a questo avvenimento, e ne era testimonianza la sua passione per l'opera dello scrittore H.R.Haggard dal titolo Heart of the World nel quale si narrava della scoperta di una città perduta in Centroamerica.
Morley continuò a coltivare i suoi studi archeologici e per questo motivo si trasferì a Santa Fe nel Nuovo Messico dove si dedicò allo studio delle strutture architettoniche dell'antico popolo dei Pueblo (gli Anasazi), tra i suoi colleghi del tempo si ricorda la celebre artista statunitense Georgia O'Keeffe. La sua attività portò come contributo la definizione di un particolare stile dell'architettura precolombiana noto come Santa Fe.

## Le prime spedizioni e l'attività di intelligence
Morley si laureò ad Harvard nel 1908 e trascorse i successivi sei anni viaggiando in America Centrale e in particolar modo nel Messico collaborando con i campi di scavo sotto il patrocinio della  School of American Archaeology.
Questo periodo coincise con lo scoppio della Prima Guerra Mondiale e le attività di scavo di Morley furono un'ottima copertura per la sua opera di intelligence per il controllo delle attività militari tedesche nella regione, fornendo così importanti informazioni al governo americano.
Secondo recenti studi l'attività di intelligence di Morley era di monitorare la presenza di attività anti-americane e filotededesche in America Centrale e la ricerca di eventuali basi per sottomarini che però sembra non furono mai trovate.

## La Carnegie Institution e gli scavi di Chichen Itza
Nel 1918, alla fine della guerra, Morley fu affidato come associato alla Carnegie Institution of Washington alla quale propose l'ambizioso progetto di scavo e restauro dell'immenso sito archeologico maya di Chichén Itzá.

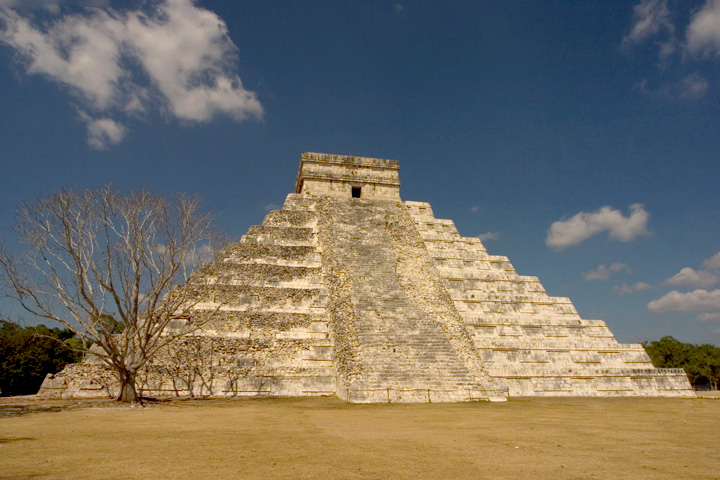
El Castillo, una delle più imponenti strutture del sito di Chichén Itzá, il cui restauro è stato in gran parte opera di Morley.

Il progetto di Morley contemplava un'attività di scavi stagionali e restauri che avrebbe coperto un ciclo temporale di circa vent'anni. Per trovare i fondi necessari ad un'opera così ambiziosa Morley utilizzò il sistema delle sottoscrizioni pubbliche, che incoraggiava prospettando il futuro turistico del sito maya. Fra i molti fattori che indussero Morley a scegliere il complesso di Chichen Itza fu la sua vicinanza al centro cittadino di Mérida nello Yucatán, il cui governatore vedeva con favore il progetto di Morley, al punto che sovvenzionò parallelamente la costruzione di una strada che passasse nei pressi del sito.